# Боббі Гулд
Боббі Гулд (англ. Bobby Gould; нар. 12 червня 1946, Ковентрі, Англія) — англійський футболіст, що грав на позиції нападника. По завершенні ігрової кар'єри — тренер.
Володар Кубка Англії. Володар Кубка ярмарків. Володар Кубка Англії (як тренер).

## Ігрова кар'єра
У дорослому футболі дебютував 1963 року виступами за команду клубу «Ковентрі Сіті», в якій провів п'ять сезонів, взявши участь у 82 матчах чемпіонату. У складі «Ковентрі Сіті» був одним з головних бомбардирів команди, маючи середню результативність на рівні 0,49 голу за гру першості.
Своєю грою за цю команду привернув увагу представників тренерського штабу клубу «Арсенал», до складу якого приєднався 1968 року. Відіграв за «канонірів» наступні два сезони своєї ігрової кар'єри. Більшість часу, проведеного у складі лондонського «Арсенала», був основним гравцем атакувальної ланки команди.
Згодом з 1970 по 1979 рік грав у складі команд клубів «Вулвергемптон», «Вест-Бромвіч Альбіон», «Бристоль Сіті», «Вест Гем Юнайтед», «Вулвергемптон», «Бристоль Роверс» та «Герефорд Юнайтед».
Завершив професійну ігрову кар'єру у клубі «Расінг», за команду якого виступав протягом 1979—1981 років.

## Кар'єра тренера
Розпочав тренерську кар'єру, ще продовжуючи грати на полі, 1978 року, очоливши тренерський штаб клубу «Олесунн».
1979 року став асистентом головного тренера «Челсі» Джеффа Герста. 1981 року, після відставки останнього, протягом декількох ігор виконував обов'язки головного тренера лондонського клубу, після чого також його покинув.
Згодом протягом 1983—1984 років очолював тренерський штаб клубу «Ковентрі Сіті».
1987 року прийняв пропозицію попрацювати у клубі «Вімблдон». Залишив клуб з Лондона 1990 року.
Протягом одного року, починаючи з 1991, був головним тренером команди «Вест-Бромвіч Альбіон».
1992 року був запрошений керівництвом клубу «Ковентрі Сіті» очолити його команду, з якою пропрацював до 1993 року.
З 1995 і по 1999 рік очолював тренерський штаб збірної Уельсу.
2000 року став головним тренером команди «Кардіфф Сіті», тренував валійську команду лише один рік.
Протягом тренерської кар'єри також очолював команди клубів «Бристоль Роверс», «Челтнем Таун» та «Веймут».
Останнім місцем тренерської роботи був клуб «Вондерерз», головним тренером команди якого Боббі Гоулд був протягом 2012 року.

## Досягнення

### Як гравця
- Володар кубка Англії:

«Вест Гем Юнайтед»: 1974-75
- Володар Кубка ярмарків:

«Арсенал»: 1969-70

### Як тренера
- Володар Кубка Англії (1):

«Вімблдон»: 1987-88